# Parque nacional Kumbatine
El Parque Nacional Kumbatine es un parque nacional en Nueva Gales del Sur (Australia), ubicado a 332 km al noreste de Sídney.

## Datos
- Área: 130 km²
- Coordenadas: 31°08′35″S 152°36′05″E / -31.14306, 152.60139
- Fecha de Creación: 1 de enero de 1999
- Administración: Servicio Para la Vida Salvaje y los Parques Nacionales de Nueva Gales del Sur
- Categoría IUCN: II